# ISO 13485
La norma ISO 13485 "Medical devices -- Quality management systems -- Requirements for regulatory purposes" in italiano "Dispositivi medici - Sistemi di gestione per la qualità - Requisiti per scopi regolamentari" identifica uno standard per il sistema di gestione qualità specifico per le aziende del settore medicale, che include aspetti dello standard ISO 9001 e requisiti specifici per il settore dei dispositivi medici. 

## Storia della norma
L'ISO/TC 210 Quality management and corresponding general aspects for medical devices, è stato creato dall'ISO nel 1994, con l'obiettivo di sviluppare il progetto di norma ISO 13485, che ha avuto pubblicazione per la prima volta nell'anno 1996 parallelamente alla norma europea EN 46001 pubblicata nel 1996 nella sua 2ª edizione con il titolo "Sistemi qualita'. Dispositivi medici. Prescrizioni particolari per l'applicazione della EN ISO 9001". La 1ª edizione di EN 46001 era stata pubblicata nel 1993.
in Europa il CEN nell'anno 2000 unifica le due norme pubblicando EN ISO 13485:2000 che chiude il periodo di applicazione della norma europea EN 46001.
Nel 2003 è stata pubblicata la seconda edizione ISO 13485:2003.
Nel 2012, una versione armonizzata europea di questa norma è stata adottata dal CEN come EN ISO 13485:2012. Questa versione è armonizzata rispetto alle tre direttive europee associate a dispositivi medici:
- Direttiva sui Dispositivi Medici 93/42/CEE,
- Direttiva sui dispositivi medico-diagnostici in vitro (IVD) 98/79/CE, e
- Direttiva Dispositivi Medici Impiantabili Attivi 90/385/CEE

attraverso le tre 'Zed' allegati (ZA, ZB e ZC).
La versione ISO 13485:2016 attualmente in vigore è stata pubblicata dall'ISO il 1º Marzo 2016, e non adotta lo schema "ISO High Structure Level (HSL)" in 10 capitoli.

## Cronologia
| Anno | Descrizione |  |
| ---- | --- |  |
| 1993 | EN 46001 nasce in Europa dal Comitato europeo di normazione (CEN) con il titolo "Sistemi qualita'. Dispositivi medici. Prescrizioni particolari per l'applicazione della EN ISO 9001" che sarà base per sviluppare ISO 13485 |  |
| 1996 | ISO 13485 (1ª Edizione) |  |
| 2000 | EN ISO 13485 il CEN unifica la versione europea con quella internazionale ritirando la precedente EN 46001 |  |
| 2003 | ISO 13485 (2ª Edizione) |  |
| 2012 | EN ISO 13485 versione europea armonizzata rispetto alle tre direttive europee associate al settore medicale 93/42/CEE, 98/79/CE, 90/385/CEE                                                                                  |  |
| 2016 | ISO 13485 (3ª Edizione) |  |

## Principali capitoli della norma
di seguito i capitoli della norma ISO 13485:2016:
- 1 Scopo
- 2 Norme di riferimento
- 3 Termini e definizioni
- 4 Sistema di gestione per la qualità
- 4.1 Requisiti generali
- 4.2 Requisiti relativi alla documentazione
- 5 Responsabilità della direzione
- 5.1 Impegno della direzione
- 5.2 Attenzione focalizzata al cliente
- 5.3 Politica per la qualità
- 5.4 Pianificazione
- 5.5 Responsabilità, autorità e comunicazione
- 5.6 Riesame da parte della direzione
- 6 Gestione delle risorse
- 6.1 Messa a disposizione delle risorse
- 6.2 Risorse umane
- 6.3 Infrastrutture
- 6.4 Ambiente di lavoro e controllo della contaminazione
- 7 Realizzazione del prodotto
- 7.1 Pianificazione della realizzazione del prodotto
- 7.2 Processi relativi al cliente
- 7.3 Progettazione e sviluppo
- 7.4 Approvvigionamento
- 7.5 Produzione ed erogazione di servizi
- 7.6 Controllo dei dispositivi di monitoraggio e di misurazione
- 8 Misurazioni, analisi e miglioramento
- 8.1 Generalità
- 8.2 Monitoraggi e misurazioni
- 8.3 Tenuta sotto controllo dei prodotti non conformi
- 8.4 Analisi dei dati
- 8.5 Miglioramento

## Certificazione
Lo standard ISO 13485 è certificabile, ovvero è possibile ottenere, da un organismo di certificazione accreditato che operi entro determinate regole, attestazioni di conformità ai requisiti in esso contenuti.